# 阿里·马希尔帕夏
阿里·马希尔帕夏（阿拉伯语：‎，1882年11月9日—1960年8月25日），瓦夫德黨，是埃及的政治家，曾四次担任埃及总理。